# فيديريكو فيرغارا
فيديريكو فيرغارا (بالإسبانية: Federico Bergara)‏ هو لاعب كرة قدم أوروغواياني في مركز الدفاع، ولد في 29 ديسمبر 1971 في مونتيفيديو في الأوروغواي. شارك مع منتخب الأوروغواي لكرة القدم. أما مع النوادي، فقد لعب مع إستوديانتيس دي لا بلاتا وبنيارول ورامبلا جونيورز ونادي راسينغ مونتيفيديو وناسيونال مونتيفيديو.

## وصلات خارجية
- فيديريكو فيرغارا على موقع قاعدة بيانات كرة القدم.إي يو (الإنجليزية)
- فيديريكو فيرغارا على موقع ناشيونال فوتبول تيمز (الإنجليزية)